# Ordinariato militare in Corea
L'ordinariato militare in Corea è un ordinariato militare della Chiesa cattolica in Corea. È retto dal vescovo Titus Seo Sang-Bum.

## Territorio
L'ordinariato estende la sua giurisdizione sul territorio della Corea del Sud.
Sede dell'ordinariato è la città di Seul.

## Storia
Il vicariato castrense in Corea fu eretto il 22 novembre 1983.
Il 21 aprile 1986 il vicariato castrense è stato elevato ad ordinariato militare con la bolla Spirituali militum curae di papa Giovanni Paolo II.

## Cronotassi dei vescovi
Si omettono i periodi di sede vacante non superiori ai 2 anni o non storicamente accertati.
- Angelo Kim Nam-su † (22 novembre 1983 - 23 ottobre 1989 dimesso)
- Augustine Cheong Myong-jo † (23 ottobre 1989 - 5 novembre 1998 nominato vescovo coadiutore di Pusan)
- Peter Lee Ki-heon (29 ottobre 1999 - 26 febbraio 2010 nominato vescovo di Uijongbu)
- Francis Xavier Yu Soo-il, O.F.M. † (16 luglio 2010 - 2 febbraio 2021 ritirato)
- Titus Seo Sang-Bum, dal 2 febbraio 2021

## Statistiche
| anno | presbiteri | presbiteri | presbiteri | diaconi | religiosi | religiosi | parrocchie |
| anno | totale     | secolari   | regolari   | diaconi | uomini    | donne     | parrocchie |
| ---- | ---------- | ---------- | ---------- | ------- | --------- | --------- | ---------- |
| 1999 | 76         | 76         |            |         |           | 51        | 74         |
| 2000 | 74         | 74         |            |         |           | 47        | 74         |
| 2001 | 76         | 76         |            |         |           | 45        |            |
| 2002 | 77         | 77         |            |         |           | 51        | 76         |
| 2003 | 80         | 80         |            |         |           | 52        | 79         |
| 2004 | 80         | 80         |            |         |           | 53        | 79         |
| 2013 | 96         | 96         |            |         |           | 42        | 96         |
| 2016 | 99         | 99         |            |         |           | 43        | 95         |
| 2019 | 106        | 103        | 3          |         | 3         | 38        | 99         |
| 2021 | 103        | 101        | 2          |         | 2         | 34        | 96         |
| 2021 | 103        | 103        |            |         |           | 30        | 97         |